# Pfarrkirche Rabensburg

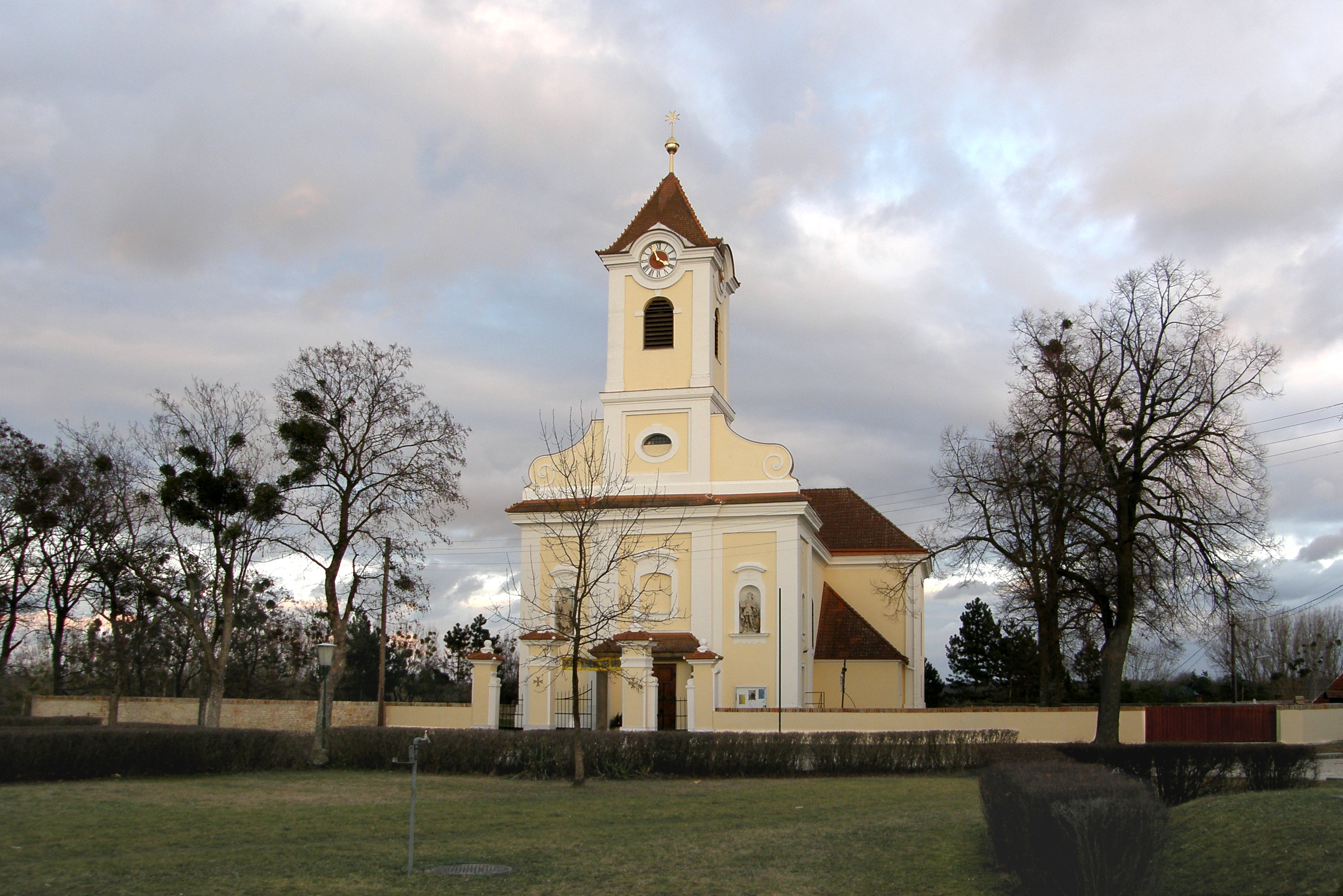
Katholische Pfarrkirche hl. Helena in Rabensburg

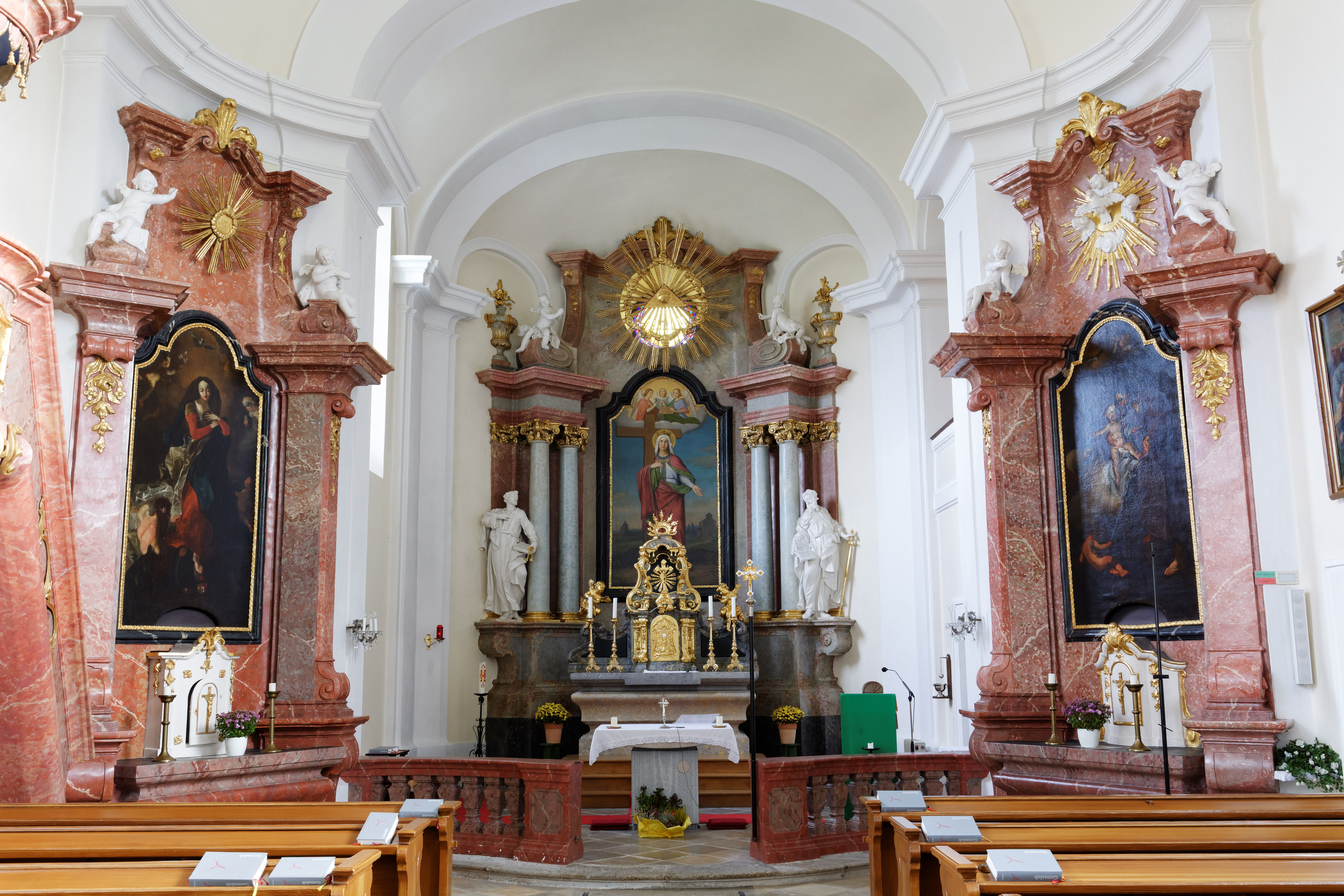
Langhaus, Blick zum Chor

Die römisch-katholische Pfarrkirche Rabensburg steht erhöht nahe dem Schloss Rabensburg im Norden des Marktes der Marktgemeinde Rabensburg in Bezirk Mistelbach in Niederösterreich. Die unter den Schutz der heiligen Helena gestellte Kirche gehört zum Dekanat Zistersdorf in der Erzdiözese Wien. Die Kirche und der ehemalige Friedhof stehen unter Denkmalschutz (Listeneintrag).

## Geschichte
Die Pfarre wurde wahrscheinlich um 1200 von den Kuenringern gegründet und 1276 dem Malteserorden inkorporiert.
Urkundlich ist 1429 eine Kirche genannt. Im Dreißigjährigen Krieg 1646 wurde die Kirche von den Schweden zerstört. Der heutige Kirchenbau wurde von 1756 bis 1765 errichtet.

## Architektur
Das Gebäude ist eine spätbarocke Saalkirche mit Strebepfeilern an den Außenwänden. Es ist teile von ehemaligen Friedhofsmauer umgeben.
Die Westfront ist in mit Rahmen in drei Achsen gegliedert und geht in der Mitte über einem Gesims in einen von Voluten flankierten Fassadenturm über. In dem Feld zwischen den Voluten ist ein ovales Fenster und im oberen Teil eine Schallöffnung mit Rundbogen. Darüber ist die Turmuhr in einen profilierten runden Rahmen gefasst, der sich im Gesims fortsetzt und in die Haube des Turms hineinreicht. Nord-, Ost- und Südseite des Turms sind mit Schallöffnung und Uhr genauso gestaltet. In Rundbogennischen der Westfront stehen Figuren der Heiligen Johannes der Täufer und Leopold. Die Seitenfronten der Kirche haben Segmentbogenfenster. Im Südosten steht ein barocker Sakristeianbau und östlich anschließend ein zweigeschoßiger Anbau aus dem 19. Jahrhundert.
Das Kircheninnere zeigt ein Kirchenschiff mit Platzlgewölben mit Doppelgurten auf Wandpfeilern mit Vorlagen, das Eingangsjoch ist eingezogen und hat beidseits Anräume wie eine Wendeltreppe. Die Orgelempore mit einer vorschwingenden Brüstung ist kreuzgratunterwölbt. Den Triumphbogen bildet ein Doppelgurt. Der eingezogene einjochige Chor mit einer dreiseitig geschlossenen Apsis hat in der Südwand eine Emporenöffnung. Die alte Sakristei ist platzlgewölbt.

## Einrichtung
Die Einrichtung entstand in der Bauzeit. Der Hochaltar ist in den Chorschluss hineingestellt, er hat über einem kurvigen Grundriss je ein Säulenpaar auf einem hohen Postament und einen geschwungenen Giebel über einem Gesims. Neben den Säulenpaaren stehen Konsolfiguren, links der hl. Petrus und rechts der hl. Paulus. Das Altarblatt zeigt die hl. Helena, gemalt von A. Lothe 1885.
Die Orgel baute Josef Haucke um 1880. Die Glocke goss 1779 Franz Josef Scheichel 1779.